# Hoquetus
Hoquetus é um termo latino da musicologia que designa uma técnica de alternância rápida de notas, alturas e acordes, gerando um ritmo entrecortado característico. Na Idade Média foi muito usado dividindo-se uma melodia entre duas ou mais vozes polifônicas, cada qual permanecendo em silêncio enquanto a outra entoa o seu fragmento melódico. É também muito usado na música contemporânea. A palavra tem sua origem no francês antigo hoquet, que significa choque, interrupção brusca, soluço.

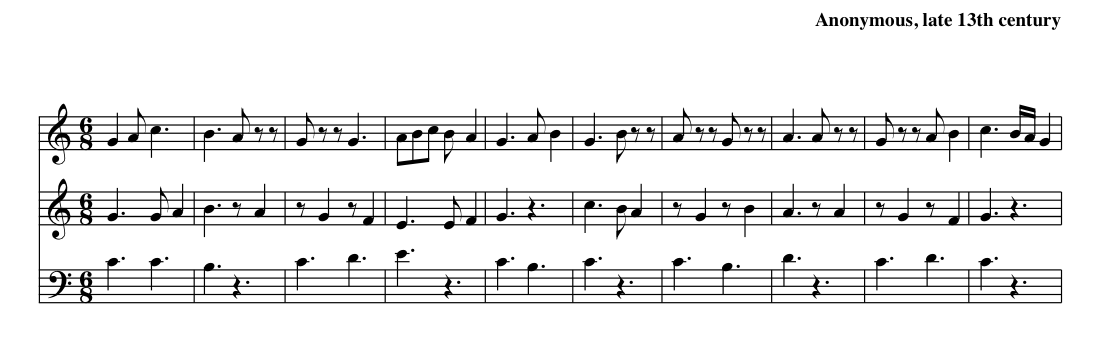
Exemplo de hoquetus na obra In seculum d'Amiens longum, fim do século XIII